# Музей Анастасии Цветаевой
Музей Анастасии Цветаевой — музей, посвящённый жизни и творчеству замечательной русской писательницы-мемуаристки Анастасии Ивановны Цветаевой (1894—1993), младшей сестры великого русского поэта Марины Цветаевой.
Жизнь А. И. Цветаевой много лет была связана с казахстанским городом Павлодаром. Она приехала в Павлодар после трудных лет ссылки (отбывала в деревне Пихтовка Новосибирской области) в начале 1957 года, жила здесь постоянно по 1962 год, а после вплоть до 1974 года часто приезжала в гости, жила в семье сына — Андрея Борисовича Трухачёва по полгода, воспитывая внучек Маргариту и Ольгу. Именно здесь она начала писать главный труд своей жизни — книгу «Воспоминания» (первое издание — 1971 г.), здесь написано немало рассказов, из Павлодара велась переписка со многими известными поэтами и писателями (Борис Пастернак, Павел Антокольский и др.).

## Открытие музея
4 января 2013 года в Славянском культурном центре города Павлодара состоялось открытие первого в мире музея Анастасии Цветаевой. В основу фондов музея легла личная коллекция материалов, книг, фотографий о семье Цветаевых Ольги Николаевны Григорьевой (директор музея А. Цветаевой, поэт, журналист, лауреат литературной премии им. Марины Цветаевой, член Союза писателей Казахстана и Союза российских писателей).
К открытию Цветаевского музея в Павлодар пришли приветствия из Москвы, Астаны, Петрозаводска, Вологды, Новосибирска, Омска, от цветаеведов из Германии, Франции, Израиля, США, Украины. День открытия музея стал не только радостью для присутствующих, но и днём восстановления исторической справедливости, ведь долгие годы в Павлодаре имя писательницы не вспоминалось. Информация о создании в Казахстане Цветаевского музея появилась в городских и областных СМИ, в «Литературной газете», «Российской газете», «Казахстанской правде», прошли сюжеты по областному и республиканскому телевидению.
Фонд павлодарского музея Анастасии Цветаевой насчитывает сейчас более 4600 единиц хранения и постоянно пополняется. Музей ведёт активную издательскую деятельность.

## Экспонаты музея
К уникальным экспонатам музея относятся подлинные вещи писательницы: её рукописи и письма; фотографии, сделанные самой Анастасией Ивановной; книги с её автографами; личные вещи. В экспозиции представлен чемодан (дерево, фанера), с которым А. Цветаева была в ссылке, а затем приехала в Павлодар. В фондах музея хранится 20 иконок из иконостаса писательницы, многие из них с самодельными окладами. Часть икон представлена в экспозиции. Привлекает внимание посетителей печатная машинка А. И. Цветаевой, которую та подарила своей младшей внучке Ольге Трухачёвой, а Ольга Андреевна передала в павлодарский музей.
О. Трухачёва (сейчас живёт в США) подарила музею пластинки из фонотеки бабушки, патефонные и виниловые. Посетители имеют возможность послушать их на патефоне или проигрывателе. Также младшая внучка писательницы передала в музей посуду, которой пользовалась А. И. Цветаева. Особый интерес у юных посетителей вызывает фильмоскоп из семьи Трухачёвых, на котором А. И. Цветаева вместе с внучками Ольгой и Ритой смотрели диафильмы. Так как писательница всю жизнь увлекалась фотографией, в экспозиции представлен «фотографический уголок» (проявитель, глянцеватель, красный фонарь и др.).
Особый раздел посвящён автографам А. И. Цветаевой на книгах. Это книги, которые она дарила членам своей семьи, друзьям, коллегам по перу. Несколько книг «Воспоминаний» с автографами писательницы передали в музей павлодарцы. Подлинники писем и открыток А. Цветаевой подарили музею Д. А. Донская и И. Д. Карташевская (Москва). Бесценные материалы (включая рукописи) передали в музей её биографы Г. К. Васильев и Г. Я. Никитина.
Фонды музея включают большой библиотечный фонд, в котором собраны книги не только Анастасии и Марины Цветаевых, но и произведения, им посвящённые; книги авторов из их окружения; научные сборники многочисленных Цветаевских конференций.

## Культурные акции музея
За время работы у музея Анастасии Цветаевой сложились свои традиционные ежегодные акции: «Цветаевский костёр», Цветаевские читательские конференции, «Цветаевский каток», праздник «Уголок детства».
Ежегодно в конце сентября, перед днём рождения А. И. Цветаевой (27 сентября), в старом городском парке («Ленпарк») зажигается Цветаевский костёр. В 2021-м году он прошёл в семнадцатый раз. Каждый год на эти осенние праздники поэзии и музыки приходит большое количество горожан, молодёжи и старожилов города, приезжают гости из других городов Казахстана и России.
На 15-м Цветаевском костре в 2019 году в Ленпарке была открыта памятная доска в честь пребывания в Павлодаре А. И. Цветаевой.
Ещё одна традиция родилась в музее — в День Славянской письменности и культуры, 24 мая, проводить большие читательские конференции по творчеству Анастасии Цветаевой, Марины Цветаевой и окружения сестёр. Разнообразны темы сообщений. Школьники, студенты и просто горожане после прочтения произведений А. И. Цветаевой высказывают своё мнение; выступают сотрудники музея и гости-цветаеведы.
Есть у павлодарцев ещё одна необычная традиция — 4 января, в именины Анастасии Ивановны (и день рождения музея) сотрудники музея вместе с молодёжью Славянского центра выходят на каток, в память о том, как писательница до самых преклонных лет каталась на коньках на павлодарском стадионе «Трактор». В «Цветаевском катке» принимала участие прославленная конькобежка, призёр Олимпийских игр в Нагано Людмила Прокашева и её воспитанники.
Ежегодно 1 июня, в День защиты детей, музей проводит выездное мероприятие «Уголок детства» в Ленпарке, где любила гулять с внучками А. И. Цветаева. Ребята узнают о жизни и творчестве «бабушки Аси» и о семье Трухачёвых и, конечно, так же, как Рита и Ольга в детстве, любят полазить по фигурам львов, медведей и слона, сохранившихся в парке с 50-х годов прошлого века.
Неизменным успехом у горожан пользуются выставки, которые организовывает музей. К примеру, «Александровское лето Марины Цветаевой» (в год её 125-летия); фотовыставка «По следам Цветаевых» Эльвиры Калашниковой (прошла в областной библиотеке в мае 2019 г.); «Мимолётный Пастернак» — дар московского Дома-музея М. Цветаевой (в 2015 году в музее и в феврале 2020 в актовом зале Дома Дружбы); выставка офортов художницы Ирины Колмогорцевой «Читая Цветаеву», г. Казань; выставка рисунков художника Александра Реутова «Забытый лагерь», г. Амурск; выставка, посвящённая сыну М. Цветаевой Георгию Эфрону «Он погиб в 19» цветаеведов из Москвы М. Уразовой и И. Невзоровой и многие другие. В феврале-марте 2021 года с успехом прошла фотовыставка «Дорогами „Воспоминаний“. Цветаевские места Италии». Автор — известный фотожурналист Татьяна Алексенко (Италия).